# スイス航空316便着陸失敗事故
スイス航空316便着陸失敗事故は、1979年10月7日にギリシャのアテネで発生した航空事故である。ジュネーブ空港から北京首都国際空港へ向かっていたスイス航空316便（ダグラス DC-8-62）が、経由地のエリニコン国際空港への着陸時に滑走路をオーバーランした。乗員乗客154人中14人が死亡した。

## 事故の経緯

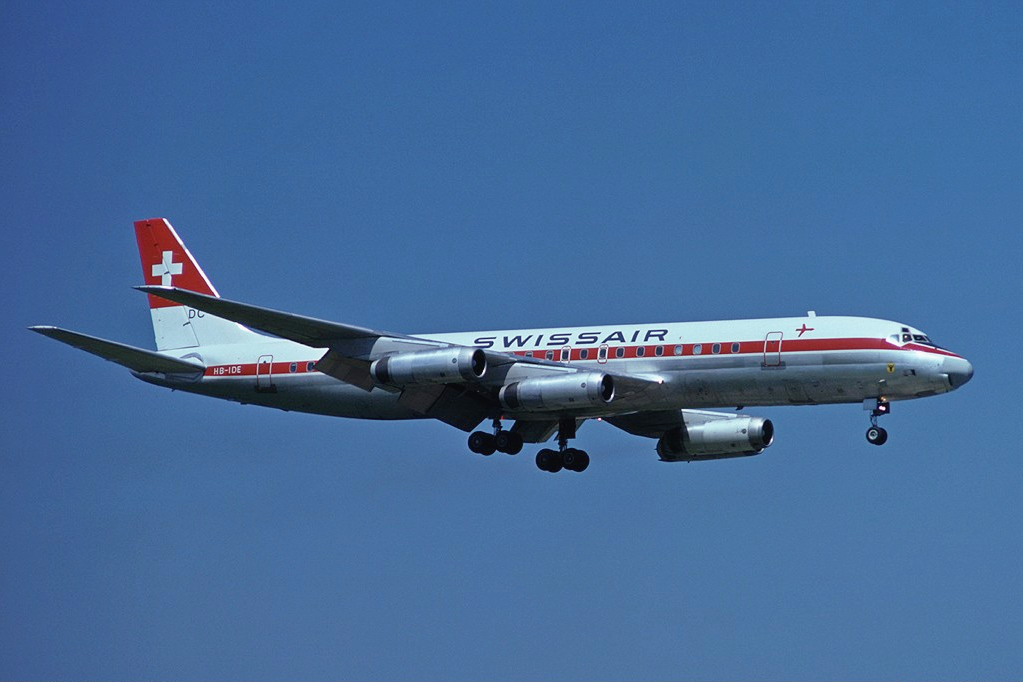
1977年に撮影された事故機

316便はスイスジュネーブからアテネとボンベイを経由して北京へ向かう国際定期便だった。エリニコン国際空港は第1経由地で、当初は滑走路33RへILS進入を予定していた。パイロットは空港を視認できたため、滑走路15への着陸へ変更した。
316便はエリニコン国際空港の滑走路15Lに146ノット (270 km/h)で着陸した。着陸したのは滑走路端から740m地点で、滑走路の残りは2,240mだった。機体は十分減速せず、滑走路をオーバーランし道路上で停止した。衝撃により左翼と尾部が分離し、火災が発生した。死者は全員21-26列目に着席しており、煙または火災により死亡した。死者にはイギリス人、ドイツ人、フランス人が含まれていた。また、乗客142人のうち100人は中国の医学会に参加するために搭乗した医師だった。生存者にはシカゴ大学の名誉教授であったハンス・モーゲンソウが含まれていた。

## 事故調査
事故原因としてパイロットエラーが挙げられた。パイロットは通常よりも速い速度で着陸し、加えて着陸地点も通常より奥だった。また、着陸後にブレーキや逆噴射装置を適切に使用しなかったため機体は滑走路内で停止しなかった。

## 事故後
事故後、316便に450kg以上の放射性同位体と少量のプルトニウムを積載していたことが判明した。プルトニウムは乗客の医師の荷物で、現場から発見された 。そのため、当局は消防隊と救急隊の被曝検査を行った。
また、316便にはボンベイへ輸送する予定だった200万USドル以上の工業用ダイヤモンドも積載されていた。これらは事故により発生した火災でほとんどが破壊された。
事故の2日後、ギリシャ当局は機長を業務上過失致死で送検した。1983年に行われた裁判で、機長と副操縦士は有罪となり、それぞれ5年と2年半の懲役刑となった。最終的に2人は保釈された。また、機長と副操縦士はスイス航空を解雇されることはなかった。